# Wielersport op de Olympische Zomerspelen 2008
Wielrennen is een van de sporten die beoefend werden tijdens de Olympische Zomerspelen 2008 in Peking, China.

## Disciplines
Er werd bij het wielrennen in vier disciplines om de medailles gestreden.
- Baanwielrennen, met zeven onderdelen bij de mannen en drie bij de vrouwen
- BMX, voor mannen en vrouwen
- Mountainbiken, voor mannen en vrouwen
- Wegwielrennen, met een wegwedstrijd en een wegtijdrit voor mannen en vrouwen

BMX, fietscross, is een nieuw onderdeel op de Spelen. In elke manche doen acht crossers mee. De beste vier na drie runs gaan naar de volgende ronde. Om te bepalen wie in de eerste ronde bij elkaar in de race zit, wordt begonnen met een tijdrace. Er wordt dan per race een mix van snellere en langzamere deelnemers gemaakt.

### Kwalificatie
Bij het baanwielrennen mocht elk Nationaal Olympisch Comité (NOC) twee wielrenners afvaardigen voor de kwalificatie per individuele koers, de puntenkoers uitgezonderd: hier mocht slechts één persoon aan deelnemen. Tevens mochten ze één team afvaardigen per ploegenkoers.
Bij de BMX mocht elk NOC drie mannen en twee vrouwen afvaardigen, mits gekwalificeerd via de UCI-classificatie. Anders mocht er slechts één man en één vrouw worden afgevaardigd.
Bij het mountainbiken mocht elk NOC drie mannen en twee vrouwen afvaardigen.
Bij de wegwedstrijden mocht elk NOC vijf mannen en drie vrouwen naar de wegwedstrijd afvaardigen, mits gekwalificeerd via de UCI-classificatie. Anders mochten er twee mannen en twee vrouwen worden afgevaardigd.

### Programma
De wedstrijden werden gehouden van 9 tot 23 augustus, op de Laoshan wielerbaan voor het baanwielrennen, het naastgelegen Laoshan mountainbike circuit, de Laoshan BMX baan en op een wegparcours.
| Datum | Programma                              | Programma                                     | Programma                              |
| ----- | -------------------------------------- | --------------------------------------------- | -------------------------------------- |
| 09-08 | wegwedstrijd (m)                       | wegwedstrijd (m)                              | wegwedstrijd (m)                       |
| 10-08 | wegwedstrijd (v)                       | wegwedstrijd (v)                              | wegwedstrijd (v)                       |
| 13-08 | wegtijdrit (v)                         | wegtijdrit (m)                                |                                        |
|       |                                        |                                               |                                        |
| 15-08 | teamsprint (m) t/m finale              | achtervolging (m + v) kwalificatie            |                                        |
| 16-08 | keirin (m) t/m finale                  | achtervolging (m + v) t/m finale              | puntenkoers (m)                        |
| 17-08 | sprint (m + v) t/m 1/8 finale          | teamachtervolging (m) kwalificatie + 1e ronde |                                        |
| 18-08 | sprint (m + v) kwartfinale             | teamachtervolging (m) t/m finale              | puntenkoers (v)                        |
| 19-08 | sprint (m + v) t/m finale              | koppelkoers (m) finale                        |                                        |
|       |                                        |                                               |                                        |
| 20-08 | bmx (m + v) plaatsing, t/m kwartfinale | bmx (m + v) plaatsing, t/m kwartfinale        | bmx (m + v) plaatsing, t/m kwartfinale |
| 21-08 | bmx (m + v) halve finale + finale      | bmx (m + v) halve finale + finale             | bmx (m + v) halve finale + finale      |
|       |                                        |                                               |                                        |
| 22-08 | mountainbike (v)                       | mountainbike (v)                              | mountainbike (v)                       |
| 23-08 | mountainbike (m)                       | mountainbike (m)                              | mountainbike (m)                       |

## Medailles
| Discipline            | Goud                                                  | Goud | Zilver                                                          | Zilver | Brons                                              | Brons |
| --------------------- | ----------------------------------------------------- | ---- | --------------------------------------------------------------- | ------ | -------------------------------------------------- | ----- |
| sprint (m)            | Chris Hoy                                             | GBR  | Jason Kenny                                                     | GBR    | Mickaël Bourgain                                   | FRA   |
| achtervolging (m)     | Bradley Wiggins                                       | GBR  | Hayden Roulston                                                 | NZL    | Steven Burke                                       | GBR   |
| puntenkoers (m)       | Juan Llaneras                                         | ESP  | Roger Kluge                                                     | GER    | Chris Newton                                       | GBR   |
| keirin (m)            | Chris Hoy                                             | GBR  | Ross Edgar                                                      | GBR    | Kiyofumi Nagai                                     | JPN   |
| koppelkoers (m)       | Juan Curuchet Walter Pérez                            | ARG  | Juan Llaneras Antonio Tauler                                    | ESP    | Michail Ignatiev Aleksej Markov                    | RUS   |
| teamsprint (m)        | Chris Hoy Jamie Staff Jason Kenny                     | GBR  | Grégory Baugé Kévin Sireau Arnaud Tournant                      | FRA    | René Enders Maximilian Levy Stefan Nimke           | GER   |
| teamachtervolging (m) | Bradley Wiggins Ed Clancy Paul Manning Geraint Thomas | GBR  | Casper Jørgensen Jens-Erik Madsen Michael Mørkøv Alex Rasmussen | DEN    | Hayden Roulston Sam Bewley Marc Ryan Jesse Sergent | NZL   |
| sprint (v)            | Victoria Pendleton                                    | GBR  | Anna Meares                                                     | AUS    | Guo Shuang                                         | CHN   |
| achtervolging (v)     | Rebecca Romero                                        | GBR  | Wendy Houvenaghel                                               | GBR    | Lesya Kalitovska                                   | UKR   |
| puntenkoers (v)       | Marianne Vos                                          | NED  | Yoanka González                                                 | CUB    | Leire Olaberria                                    | ESP   |
|                       |                                                       |      |                                                                 |        |                                                    |       |
| bmx (m)               | Māris Štrombergs                                      | LAT  | Mike Day                                                        | USA    | Donny Robinson                                     | USA   |
| bmx (v)               | Anne-Caroline Chausson                                | FRA  | Laëtitia Le Corguillé                                           | FRA    | Jill Kintner                                       | USA   |
|                       |                                                       |      |                                                                 |        |                                                    |       |
| mountainbike (m)      | Julien Absalon                                        | FRA  | Jean-Christophe Péraud                                          | FRA    | Nino Schurter                                      | SUI   |
| mountainbike (v)      | Sabine Spitz                                          | GER  | Maja Włoszczowska                                               | POL    | Irina Kalentjeva                                   | RUS   |
|                       |                                                       |      |                                                                 |        |                                                    |       |
| wegwedstrijd (m)      | Samuel Sánchez                                        | ESP  | Fabian Cancellara*                                              | SUI    | Aleksandr Kolobnev                                 | RUS   |
| wegtijdrit (m)        | Fabian Cancellara                                     | SUI  | Gustav Larsson                                                  | SWE    | Levi Leipheimer                                    | USA   |
| wegwedstrijd (v)      | Nicole Cooke                                          | GBR  | Emma Johansson                                                  | SWE    | Tatiana Guderzo                                    | ITA   |
| wegtijdrit (v)        | Kristin Armstrong                                     | USA  | Emma Pooley                                                     | GBR    | Karin Thürig                                       | SUI   |

* De Italiaan Davide Rebellin eindigde eigenlijk als tweede, maar werd gediskwalificeerd na een positieve dopingtest (Cera).

## Medailleklassement
| Plaats | Land             | NOC    | Goud | Zilver | Brons | Totaal |
| ------ | ---------------- | ------ | ---- | ------ | ----- | ------ |
| 1      | Groot-Brittannië | GBR    | 8    | 4      | 2     | 14     |
| 2      | Frankrijk        | FRA    | 2    | 3      | 1     | 6      |
| 3      | Spanje           | ESP    | 2    | 1      | 1     | 4      |
| 4      | Verenigde Staten | USA    | 1    | 1      | 3     | 5      |
| 5      | Duitsland        | GER    | 1    | 1      | 1     | 3      |
| 6      | Zwitserland      | SUI    | 1    | 0      | 3     | 4      |
| 7      | Argentinië       | ARG    | 1    | 0      | 0     | 1      |
|        | Letland          | LAT    | 1    | 0      | 0     | 1      |
|        | Nederland        | NED    | 1    | 0      | 0     | 1      |
| 10     | Zweden           | SWE    | 0    | 2      | 0     | 2      |
| 11     | Italië           | ITA    | 0    | 1      | 1     | 2      |
|        | Nieuw-Zeeland    | NZL    | 0    | 1      | 1     | 2      |
| 13     | Australië        | AUS    | 0    | 1      | 0     | 1      |
|        | Cuba             | CUB    | 0    | 1      | 0     | 1      |
|        | Denemarken       | DEN    | 0    | 1      | 0     | 1      |
|        | Polen            | POL    | 0    | 1      | 0     | 1      |
| 17     | Rusland          | RUS    | 0    | 0      | 2     | 2      |
| 18     | China            | CHI    | 0    | 0      | 1     | 1      |
|        | Japan            | JAP    | 0    | 0      | 1     | 1      |
|        | Oekraïne         | UKR    | 0    | 0      | 1     | 1      |
| Totaal | Totaal           | Totaal | 18   | 18     | 18    | 54     |

Athene 1896 · 
Parijs 1900 · 
St. Louis 1904 · 
Londen 1908 · 
Stockholm 1912 · 
Antwerpen 1920 · 
Parijs 1924 · 
Amsterdam 1928 · 
Los Angeles 1932 · 
Berlijn 1936 · 
Londen 1948 · 
Helsinki 1952 · 
Melbourne 1956 · 
Rome 1960 · 
Tokio 1964 · 
Mexico-stad 1968 · 
München 1972 · 
Montréal 1976 · 
Moskou 1980 · 
Los Angeles 1984 · 
Seoel 1988 · 
Barcelona 1992 · 
Atlanta 1996 · 
Sydney 2000 · 
Athene 2004 · 
Peking 2008 · 
Londen 2012 · 
Rio de Janeiro 2016 ·
Tokio 2020 ·
Parijs 2024 ·
Los Angeles 2028
Medaillewinnaars: Baanwielrennen · BMX · Mountainbike · Wegwielrennen
atletiek · badminton · basketbal · boksen · boogschieten · gewichtheffen · gymnastiek · handbal · hockey · honkbal · judo · kanovaren · moderne vijfkamp · paardensport · roeien · schermen · schietsport · schoonspringen · softbal · synchroonzwemmen · taekwondo · tafeltennis · tennis · triatlon · voetbal · volleybal · waterpolo · wielersport · worstelen · zeilen · zwemmen